# (2043) Ortutay
(2043) Ortutay es un asteroide perteneciente al cinturón de asteroides descubierto por György Kulin el 12 de noviembre de 1936 desde el observatorio Konkoly de Budapest, Hungría.

## Designación y nombre
Ortutay fue designado inicialmente como 1936 TH.
Más tarde se nombró en honor del político y etnógrafo húngaro Gyula Ortutay (1910-1978).

## Características orbitales
Ortutay orbita a una distancia media de 3,113 ua del Sol, pudiendo acercarse hasta 2,777 ua y alejarse hasta 3,449 ua. Su excentricidad es 0,1079 y la inclinación orbital 3,079°. Emplea 2006 días en completar una órbita alrededor del Sol.